# 瑞恩·泰德
瑞恩·本杰明·泰德（英語：Ryan Benjamin Tedder，1979年6月26日—），是一名美國歌手、詞曲作家及音樂製作人，也是美国樂團共和世代的主唱。出生于美国俄克拉何马州塔尔萨，泰德除了作为共和世代的主唱之外，也曾为其他歌手創作及製作歌曲，如Leona Lewis的单曲《Bleeding Love》，并且他还以制作人和詞曲作家的双重身份参与了Beyoncé的单曲《Halo》，同时他还会大提琴、鼓、贝斯等乐器。

## 早年生活
泰德生长在一个传教士与牧师的家庭（泰德的父亲是一位传教士，母亲是一位牧师），从小喜爱音乐，先后自学了钢琴、唱歌和珩磨。上高中后，泰德结识了一位新的朋友，随后接触到了吉他，鼓和贝斯等乐器。泰德在美国奧羅爾·羅伯茨大學（Oral Roberts University）就读时主修专业为“公共关系与广告”，他於2001年毕业且获得了学位。

## 事業

### 早期事業
多年以來，泰德在納什維爾的夢工廠（DreamWorks SKG）獲得實習機會之前，曾在Pottery Barn擔任服務員和售貨員，隨後在演示中唱歌以闖入音樂界。他為歌曲作者和唱片公司製作了演示，每首歌曲收費300至400美元。泰德（Tedder）聲稱，夢工廠（DreamWorks）到達後不久就給他提供了他的第一份發行協議。但是，他打算從事藝術事業，而他在那個領域的第一次冒險完全是通過另一條途徑。
泰德二十一歲時參加了歌手/歌手創作比賽，並被'N Sync歌手蘭斯·巴斯（Lance Bass）選為5名決賽入圍者之一，他們將在MTV上進行一小時的特別演出，並在數百萬名觀眾面前表演原創作品觀眾。優勝者的獎金是與Bass現已倒閉的管理公司Free Lance Entertainment簽訂的音樂合同。參賽者進行了現場表演，然後由評委和觀眾進行評分，得分最高的藝術家贏得了合同。泰德（Tedder）的歌曲“眼神”（The Look）的表演獲得了評委和歌迷的最多票，贏得了比賽;但是，帶有錄音標籤的合同尚未最終確定，也沒有發行專輯。泰德後來透露說，提供給他的唱片和發行協議“不是真實的。只是一堆炒作並沒有變成任何東西。”

## 個人生活
泰德已婚。他在的首張共和世代專輯“Dreaming Out Loud”的筆記中感謝並感謝他的妻子Genevieve。他們有兩個兒子：谷輪克魯茲（Copeland Cruz，2010年8月2日出生）和邁爾斯（Miles，2014年9月出生）。泰德的三兄弟（亞當，阿什利和奧斯汀）克拉克（Clark）組成Sylvia的兒子樂隊，其前身是克拉克家族經歷。他與他人合寫了他們的歌曲“ Love Left to Lose”。
儘管泰德是基督徒，但泰德並不想被標籤為“基督徒藝術家”。他的一隻手臂上有tattoo，用古日語寫成，他在Osaka中獲得；它表示“上帝的旨意”，更確切的說是“上帝給予並取走了上帝”。泰德對烹飪藝術有很高的評價，並說他喜歡“ 鐵廚師”。墨菲，凱特。 “瑞安·泰德。” 他加入了南部招待所由Justin Timberlake在曼哈頓 Second Avenue在曼哈頓共同創建的餐廳， Ryan Tedder的父親喜歡喝啤酒，燒烤，2011年8月22日，據宣布，Tedder已成為Southern Hospitality BBQ品牌的第一家特許經營者，並且計劃將這一概念推廣到美國十個城市，包括丹佛、納什維爾、達拉斯、奧斯丁、休斯敦、新奧爾良、亞特蘭大、鳳凰城、帕洛阿爾托和華盛頓特區。

## 創作作品
1. Already Gone-Kelly Clarkson
2. Back To Me
3. Battlefield
4. Bleeding love-Leona Lewis
5. Contradiction
6. Everything
7. Gravity
8. Halo- Beyoncé
9. Fading Photographs
10. Heaven On Earth
11. history
12. Ice
13. I Know Places - Taylor Swift（共同創作）
14. Is This All-Van Ness Wu 吳建豪
15. Lost Then Found
16. Long Road Home-Nikki Flores (ft.Ryan Tedder)
17. Not To Love You
18. Not over
19. Ransom
20. Remedy- Adele
21. Rocketeer-Far East Movement
22. Save Some-Glacier Hiking (Featuring Ryan Tedder)
23. Shadows
24. Sleepwalker (Adam Lambert Demo)
25. Sound Of A Broke
26. Speak Up
27. The Fighter
28. The Way I Feel
29. The world I know
30. Thrill Is Gone
31. Unbroken
32. Walk Away (NLT Demo)
33. Welcome to New York - Taylor Swift（共同創作）
34. Words As Weapons
35. You Don't Care
36. You Started I

## 发行专辑
参见共和世代